# William Alexander Thomson
Pour les articles homonymes, voir William Thomson et Thomson.
William Alexander Thomson (1er novembre 1816-1er octobre 1878) est un homme politique canadien de l'Ontario. Il est député fédéral libéral de la circonscription ontarienne de Welland de 1872 à 1878.

## Biographie
Né à Wigtownshire en Écosse, Thomson émigre avec sa famille dans l'État de New York avant de s'établir à Queenston (en) près de Niagara Falls dans le Haut-Canada en 1834. Il contribue au développement du chemin de fer de la Erie and Niagara Railway et sert même comme président pendant quelque temps.
Candidat défait dans Niagara contre le conservateur Angus Morrison en 1867, il est élu dans Welland lors d'une élection partielle en 1872 et déclenchée à la suite du décès du député Thomas Clark Street. Réélu en 1874, il ne se représente pas en 1878 en raison d'une mauvaise santé. Il meurt l'année suivant à Queenston.
Thomson est l'auteur de traité sur l'économie, An essay on production, money, and government; in which the principle of a natural law is advanced and explained, whereby credit, debt, taxation, tariffs, and interest on money will be abolished; and national debt and the current expenses of government will be paid in gold, publié en 1863.

## Résultats électoraux
Modèle:Élection générale canadienne de 1867 — Niagara